# اسخونلو
اسخونلو (به هلندی: Schoonloo) یک منطقهٔ مسکونی در هلند است که در آ ان هونزه واقع شده‌است. اسخونلو ۲۵۹ نفر جمعیت دارد.